# Oxford Advanced Learner's Dictionary
L'Oxford Advanced Learner's Dictionary  (OALD) est un dictionnaire d'anglais publié par Oxford University Press. Sa dixième et dernière édition date de 2020.
C'est le plus ancien dictionnaire monolingue destiné aux étudiants non anglophones. Il a été conçu par un lexicographe et grammairien, A. S. Hornby (en), en collaboration avec Edward Vivian Gatenby et H. Wakefield, alors qu'ils enseignaient tous les trois au Japon. Il est publié pour la première fois à Tokyo en 1942 par Kaitakusha sous le titre The Idiomatic and Syntactic English Dictionary. Une édition internationale devait être réalisée par Oxford University Press peu après, mais la guerre, puis les restrictions de papier dans l'immédiat après-guerre, retardent sa parution. Cette édition est finalement proposée en 1948 sous le titre A Learner's Dictionary of Current English.
C'est aujourd'hui un best-seller — 30 millions d'exemplaires vendus, selon la communication de l'éditeur —, mais il doit faire face à une forte concurrence.
Une version CD-ROM accompagne le dictionnaire papier depuis la cinquième édition de 1995. Elle contient la prononciation des mots en anglais américain ou britannique et donne une explication étymologique succincte des mots.

## Historique des éditions
Note : figurent entre parenthèses les noms des personnes ayant supervisé la révision des nouvelles éditions.
1. 1948 : A Learner's Dictionary of Current English
2. 1963 : The Advanced Learner's Dictionary of Current English
3. 1974 : Oxford Advanced Learner's Dictionary of Current English (Anthony Paul Cowie, J. Windsor Lewis)
4. 1989 : Oxford Advanced Learner's Dictionary (Anthony Paul Cowie)
5. 1995 : Oxford Advanced Learner's Dictionary (Jonathan Crowther)
6. 2000 : Oxford Advanced Learner's Dictionary (Sally Wehmeier, Michael Ashby)
7. 2005 : Oxford Advanced Learner's Dictionary (Sally Wehmeier)
8. 2010 : Oxford Advanced Learner's Dictionary (Joanna Turnbull, Dilys Parkinson, Diana Lea)
9. 2015 : Oxford Advanced Learner's Dictionary (Leonie Hey, Suzanne Holloway)
10. 2020: Oxford Advanced Learner's Dictionary of Current English (AS Hornby)